# Marubeni

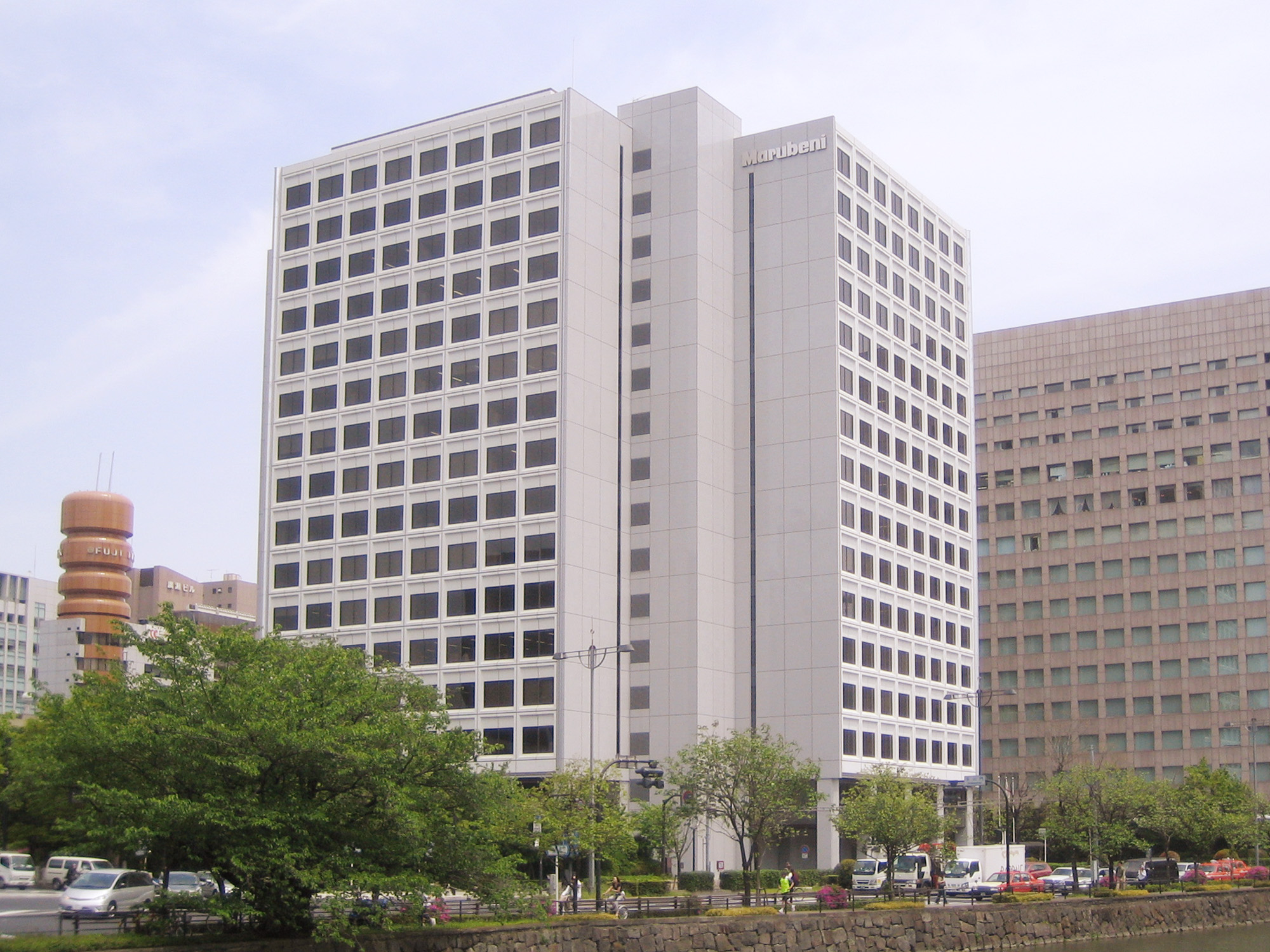
Головний офіс компанії в Токіо.

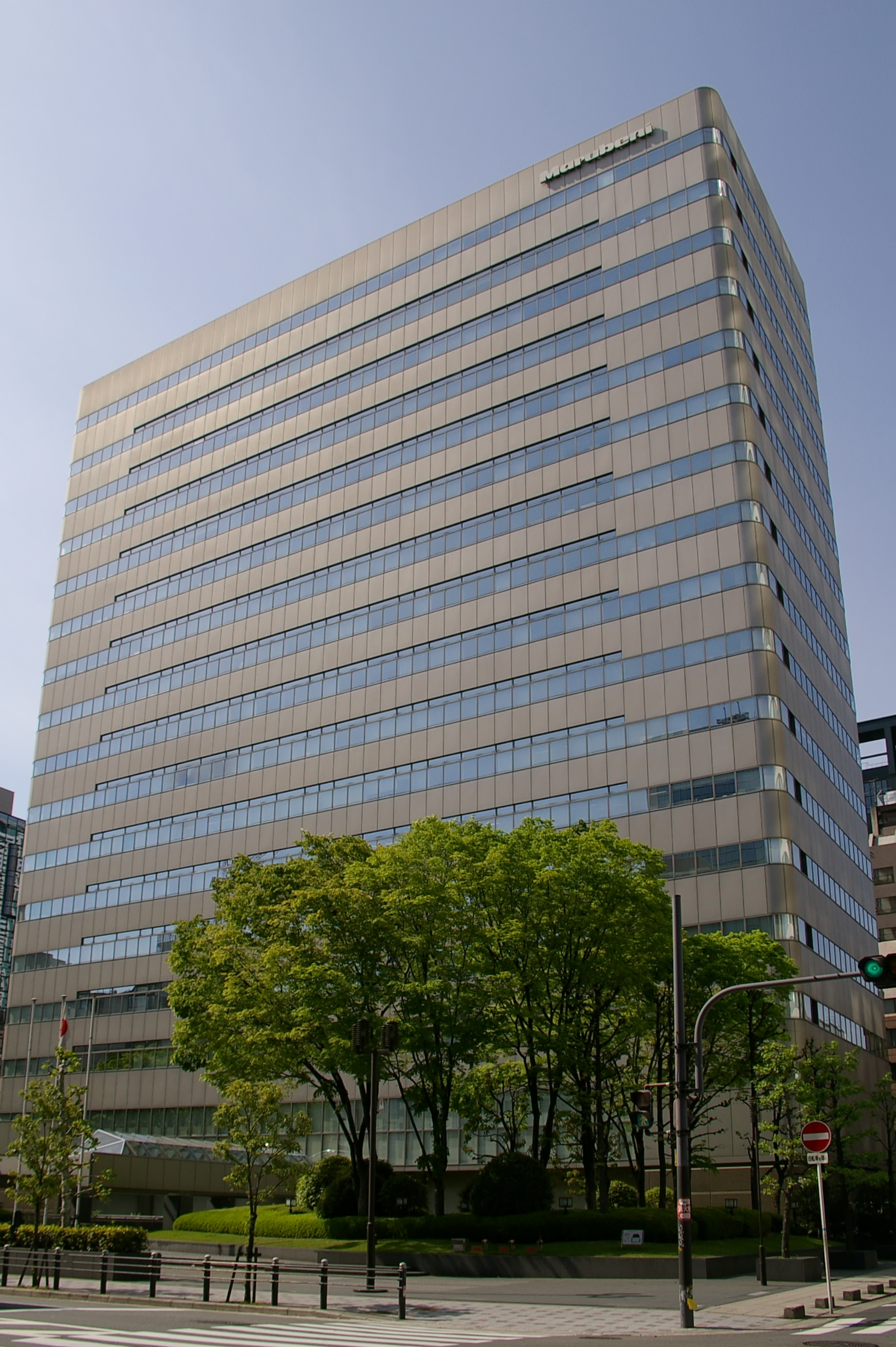
Офіс компанії в Осаці.

Marubeni (яп. 丸紅株式会社) — японська торгова компанія. Є однією з п'яти найбільших сого сьося (яп. 総合商社) компаній. Асортимент компанії дуже широкий — від одягу і продуктів харчування до сталі і хімічних матеріалів. Головні офіси розташовані в Токіо і Осаці. Має 30 відділень в Японії і 158 офісів в 79 країнах світу. Число висококваліфікованих співробітників становить більше 8,5 тисяч. Компанія займає 199 місце в Fortune Global 500 (2011 рік).

## Історія

### XIX століття— заснування
Основоположником компанії вважається селянин на ім'я Іто Тюбей. У 1858 році шістнадцятирічний хлопець провів першу у своєму житті угоду. Тюбей купив партію одягу з конопляного полотна і продав її в Осаку. Угода виявилася успішною і принесла йому 6 золотих монет, що й стало першою інвестицією в новий бізнес. Тюбей скуповував різноманітні тканини, кімоно, москітні сітки і успішно продавав їх у великих містах.
У 1872 році в місті Осака — торговому центрі країни, відкривається перший магазин Іто Тюбея. А з 1883 компанія набуває назву «Марубені».
Успішний бізнес дозволив Тюбею експортувати текстиль в США і навіть відкрити невелику філію свого магазину в Сан-Франциско.

### XX століття— диференціація виробництва
Компанія, заснована Іто Тюбеем, розширювалася і закріплювала свої позиції на внутрішньому і зовнішньому ринках завдяки подальшим керівникам — його нащадкам. Перетворившись на торговельну імперію, «Марубені» ввозила волокна стебел конопель і копру з Філіппін і поставляла текстильні вироби в Китай і Корею.
Перед початком Другої світової війни компанія «Марубені» диференціювалась, починаючи вести торгівлю не тільки текстильними виробами, а й продовольством, медикаментами, які продовжували поставлятися в Китай, Маньчжурію і Корею.
У зв'язку з американською окупацією в 1945 році міжнародні поставки були тимчасово припинені. Компанія була змушена розділитися дві торгові і дві виробничі фірми, що послужило причиною вийти за межі виробництва та продажу текстилю, зосередивши сили на нових галузях виробництва і торгівлі.
Подальша диференціація призвела до того, що до середини 1950-х років «Марубені» переростає в першу багатопрофільну торгову компанію на південному заході Японії з центром в Осаці. Торгівля продукцією важкої промисловості відкриває дорогу в найбільші міста світу.
Ще однією важливою причиною збільшення товарообігу і штату співробітників стало об'єднання з найбільшою компанією «Iida Co., Ltd», яка володіла мережею універмагів «Такасімая». Таким чином, з'явився фундамент для утворення фінансово-промислової групи «Fuyo», фінансовим центром якої став банк «Фудзі».
Друга половина 1950-х років для «Марубені» ознаменувалася новим розширенням виробництва і незаперечним лідерством у галузі торгівлі кременистою сталлю і сталевим листом. Компанія стала управляючою двох лідируючих сталеливарних компаній, злиття яких в 1970 році утворило Nippon Steel Corp. З розвитком виробництва електроприладів та автомобілів попит на цю галузь виробництва зріс.
У цей же період підприємством укладаються контракти на продаж першого атомного реактора НДІ атомної енергії Японії, і виграш міжнародного тендеру на постачання партії реактивних винищувачів Управлінню національної оборони Японії.
До 1959 року обсяг торгівлі текстилем скоротився до 50 %, що на 30 % менше, ніж у попереднє десятиліття.
Протягом 1960-70х років «Марубені» продовжує розширювати функції і надає допомогу середнім і малим підприємствам, будучи посередником між ними і банками, беручи на себе величезний ризик по кредитах. Також функціонує мережа супермаркетів з найбільш лояльною ціновою політикою.
У 1966 році до складу «Марубені» увійшла фірма «Тоцу Ко., Лтд.», яка проводила торговельні операції однієї з найбільших японських металургійних компаній «Ніппон Кокан». А в 1973 відбулося злиття зі спеціалізованою торговою фірмою «Наньйо Бусан Ко., Лтд» та перейменування в «Марубені Корпорейшн».
Найбільшу частку стали складати операції із закупівлі сировини. До середини 1970-х років частка традиційного товару — текстильних виробів — склала всього лише 14 %, в той час як зростає обсяг операцій інших видів товарів: німецьких хімікатів, австралійської вовни, іранських килимів, бразильської кави, шотландського віскі, французької одягу, російської ікри, а також, що стало вже невід'ємною для «Марубені Корпорейшн», торгівля машинами та обладнанням з США і Європи.
Період 1980-90-х р. є одним з найактивніших з впровадження нових виробничих технологій. Продовжилося розширення ринку, що досягло вже глобальних масштабів, незважаючи на світову фінансово-економічну нестабільність.

## Акціонери
До числа найбільших акціонерів компанії відносяться:
- Japan Trustee Services Bank, Ltd. — 13,04 %
- The Master Trust Bank of Japan, Ltd. — 4,60 %
- Sompo Japan Insurance Inc. — 3,24 %
- The Tokio Marine and Nichido Fire Insurance Co., Ltd. — 2,87 %
- Meiji Yasuda Life Insurance Company — 2,49 %
- Mizuho Corporate Bank, Ltd. — 1,73 %
- Nippon Life Insurance Company — 1,50 %
- Aeon Co., Ltd. — 1,27 %
- State Street Bank and Trust Company — 1,18 %